# Stearynian kadmu
Stearynian kadmu – organiczny związek chemiczny, sól kadmowa kwasu stearynowego. Ma działanie kancerogenne.